# Los otros y nosotros
Los otros y nosotros fue una telecomedia argentina de 1989-1990. Inicialmente se emitió por Canal 13, para pasar después a Canal 9.

## Argumento
Una psicóloga feminista y divorciada con tres hijos varones conoce a un vendedor de autos viudo y machista con tres hijas mujeres. Es una historia llena de enredos y situaciones.

## Elenco
Protagonizada por Rodolfo Bebán y Silvia Montanari, contó además con las actuaciones de: Diego Torres, Adrián Suar y Germán Palacios (los tres hijos), Magalí Moro, Gloria Carrá y Florencia Peña (las tres hijas).